# Carl Christian Howitz Grønlund
Carl Christian Howitz Grønlund (1825-1901) est un botaniste suédois.